# Идзуми, Кёка
Идзуми Кёка (泉 鏡花, 4 ноября 1873 — 7 сентября 1939) — японский писатель, творчество которого приходится на довоенные годы. Помимо романов сочинял также пьесы и стихотворения в жанре хайку. Настоящее имя — Идзуми Кётаро (泉 鏡太郎).
Был учеником Одзаки Коё. Первую известность приобрёл благодаря рассказам «На ночном обходе» и «Операционная», а повесть «Мудрец из Коя» принесла ему славу. Для его произведений характерен особый романтизм и мистицизм, которые он воспринял из искусства и литературы эпохи Эдо. Он также считается одним из первых представителей современной фантастики. К другим знаковым произведениям Кёка относятся «Пьеса о сияющих листьях», «Женщина с родословной», «Стихи на бумажном фонаре».

## Биография

### Детство и переезд в Токио
Родился 4 ноября 1873 г. в районе Симосинтё города Канадзава префектуры Исикава. Отец, Идзуми Сэйдзи, был потомственным резчиком по металлу из княжества Кага (Канадзава) и среди прочего занимался гравировкой и инкрустацией. Мать, Наката Судзу, родилась в Эдо и была младшей дочерью музыканта Наката Мандзабуро, игравшего на барабане цудзуми. Воспоминания о ней, а также о детстве, проведённом в Канадзава, послужили материалом для некоторых произведений Кёка.
В апреле 1880 г. поступил в начальную школу г. Канадзава. В 1883 г. его мать родила вторую дочь по имени Яэ, однако сама умерла в родильной горячке в возрасте 29 лет, что произвело на маленького Кёка тяжелейшее впечатление.
В июне 1884 г. вместе с отцом совершил паломничество к статуе Махамайи в городе Матто уезда Исикава. С тех пор и до конца жизни Кёка поклонялся этому божеству. В сентябре перешёл в среднюю школу г. Канадзава, а на следующий год перевёлся в японско-английскую школу Хокурику, организованную протестантскими миссионерами, где изучал английский язык. Однако уже в 1885 г. он оттуда ушёл и стал сам преподавать английский и другие предметы в частном училище Инами Тадзиро. По всей видимости, уход из школы был вызван желанием поступить в местный колледж, однако вскоре он от этих планов отказался.
В апреле 1889 г., будучи в гостях у своего друга, впервые прочёл «Любовное признание двух монахинь» (二人比丘尼色懺悔, Футари бикуни иродзангэ) Одзаки Коё и был настолько впечатлён, что решил посвятить себя литературному труду. В июне путешествовал в Тояма. В то время, наряду с преподавательской деятельностью в частном училище, он бессистемно читал взятые напрокат книги ёмихон, деньги на которые выпрашивал у своих родственников. В ноябре поехал в Токио, чтобы просить Одзаки Коё взять его в ученики, на что впоследствии тот охотно согласился.
19 ноября 1891 г. Кёка переехал в Усигомэ и поселился в доме Коё в качестве ученика. За исключением краткосрочной поездки домой в Канадзава, где в декабре 1892 г. случился большой пожар, всё остальное время Кёка пребывал у Коё. Там он помогал учителю в работе с рукописями и выполнял различные поручения, чем и заслужил его доверие.

### Начало писательской карьеры и публикация романа «Мудрец из Коя»
В мае 1893 г. в киотской газете «Хинодэ» (京都日出新聞) по частям публикуется его дебютное произведение «Каммури Ядзаэмон» (冠弥左衛門, Каммури ядзаэмон), исторической основой для которого послужил крестьянский бунт 1878 г. в деревне Синдо префектуры Канагава. Издатель, будучи недоволен произведением, хотел прекратить сотрудничество, однако Коё, выступавший в качестве посредника, сумел его переубедить и, поддержав неопытного Кёка советом, помог ему довести дело до конца. В том же году публикуются повести «Живые куклы» (活人形, Икинингё:) и «Золотые часы» (金時計, Киндокэй). В августе Кёка на некоторое время едет домой для лечения бери-бери, и, пользуясь случаем, заезжает отдохнуть в Киото и Хокурику, после чего возвращается в Токио. Тогда же он начинает работу над романом «Чужая жена» (他人の妻, Танин-но цума), основой для которого послужили его путевые заметки.

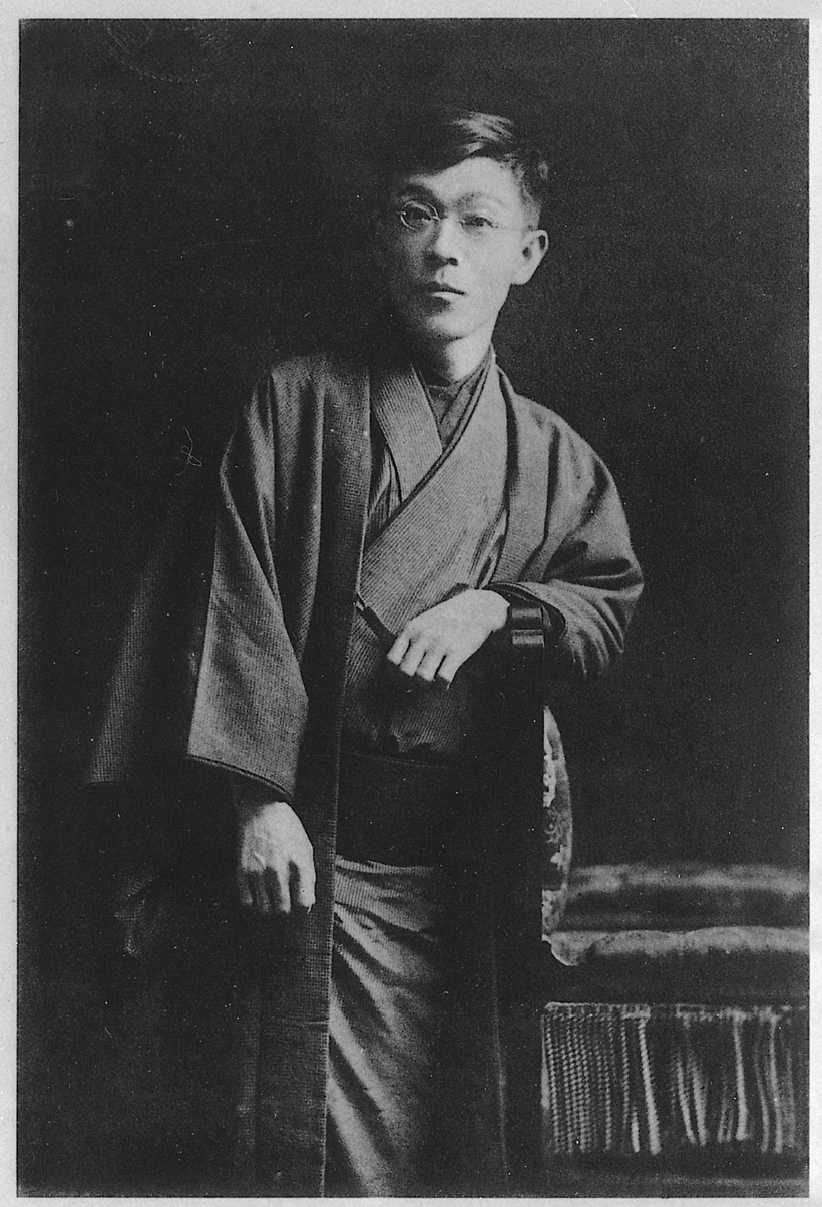
Идзуми Кёка в молодости

В январе 1894 г. Кёка снова возвращается в Канадзава, на этот раз в связи со смертью отца. В этих непростых жизненных обстоятельствах он мечтает о том, чтобы начать зарабатывать на жизнь литературным трудом. Он пишет повести «Рядовой запаса» (予備兵, Ёбихэй), а также «Зрелый и мужественный» (義血俠血, Гикэцу-кё: кэцу), которые, пройдя редактуру Коё, публикуются в газете «Ёмиури». Чтобы финансово поддержать свою семью, он занимается составлением учебных пособий. В 1895 г. в журнале «Бунгэй курабу» (文芸倶楽部) публикуются рассказы «На ночном обходе» (夜行巡査, Яко: дзюнса) и «Операционная» (外科室, Гэкасицу), принёсшие ему первую известность. Рассказ «На ночном обходе» получил положительную рецензию от Таока Рэйун в журнале «Сэйнэн бунгаку» (青年文学), благодаря чему «Операционная» была опубликована на первых страницах «Бунгэй курабу». С этого момента Кёка занимает прочное положение в литературном мире. В июне того же года он возвращается в Канадзава, чтобы проведать свою бабушку. Несмотря на прогрессирующую болезнь, в 1896 г. он публикует ещё несколько произведений, которые получили как положительные, так и отрицательные оценки. В мае он забирает бабушку из Канадзава к себе домой и с энтузиазмом продолжает писать. С октября в газете «Ёмиури» начинает по частям публиковаться роман под названием «Пьеса о сияющих листьях» (照葉狂言, Тэриха кё: гэн). В 1897 г. публикуются «Птица-оборотень» (化鳥, Кэтё:) и «Повесть о паломничьем платье» (笈ずる草子, Оидзуру дзо: си), а в 1898 г. — «Слухи с юго-запада» (辰巳巷談, Тацуми ко: дан) и др. В этот же период Кёка пристрастился к алкоголю. В 1899 г. он пишет повесть «Паломничество на остров Юсима» (湯島詣, Юсима мо: дэ) и публикует его в издательстве «Сюнъёдо» (春陽堂). С 1900 по 1902 гг. в издательстве «Синсёсэцу» (新小説) выходит несколько произведений Кёка, среди которых и «Мудрец из Коя» (高野聖, Ко: я хидзири) (1900 г.).

### Период творческого расцвета
В 1902 г. Кёка отправился в г. Дзуси префектуры Канагава для лечения желудочно-кишечного заболевания. Там Ёсида Кэнрю познакомил его с гейшей Ито Судзу, которая приходила к нему помогать на кухне. В январе следующего года они вместе переехали в Усигомэ, где поселились в районе Кагурадзака, известном своими гейшами. Получив выговор от Коё, узнавшего об их сожительстве, в апреле Кёка был вынужден разъехаться с Судзу, однако они продолжали встречаться тайно. Впоследствии эти события легли в основу романа «Женщина с родословной» (婦系図, Онна кэйдзу). 30 октября Коё скоропостижно скончался, что произвело на Кёка неизгладимое впечатление. Совместно с другими членами литературного объединения «Кэнъюся» Кёка организовал похороны своего учителя. В 1906 г. в возрасте 87 лет скончалась его бабушка. Проблемы с желудком обострились, из-за чего он вынужден был вернуться в Дзуси, где снимал дом в течение последующих 4 лет, хотя изначально планировал остаться там только на лето. В то время он питался преимущественно рисовой кашей с бататом. Несмотря на болезнь, из-за которой он часто пребывал в полуобморочном состоянии, а также протекающую кровлю, ему удалось сочинить там несколько рассказов, в том числе «Весенний день» (春昼, Сюнтю:). Считается, что его недуг и плохие условия в съёмном доме сказались на атмосфере этого произведения. В 1907 г. начинает частями публиковать роман «Женщина с родословной» в газете «Ямато». В 1908 г. в издательстве «Сюнъёдо» выходит роман «Лабиринт травы» (草迷宮, Куса-мэйкю:), а в феврале 1909 г. Кёка вернулся в Токио, где нашёл себе жильё в районе Кодзимати. Тогда же в газете «Токио Асахи» публикуется роман «Белая цапля» (白鷺, Сирасаги). В 1910 г. публикуются произведения «Стихи на бумажном фонаре» (歌行灯, Ута-андон) и «Канал Сямисэн» (三味線掘, Сямисэн-бори), при этом последний был высоко оценён Нагаи Кафу. В том же году выходят первые пять томов собрания его произведений. Его литературная слава достигает пика. В мае он переехал в квартал Симорокубантё района Кодзимати, где и прожил до своей смерти.
Обретая уверенность благодаря растущей популярности, Кёка начинает пробовать свои силы в драматургии. В 1913 г. он сочиняет пьесы «Бесовский пруд» (夜叉ケ池, Яся-га икэ) и «Поместье морского владыки» (海神別荘, Кайдзин-бэссо:), а в следующем году в свет выходит повесть «Нихонбаси» (日本橋, Нихомбаси), с чего начинается сотрудничество Кёка и художника Комура Сэттай.

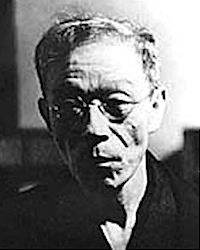
Идзуми Кёка (1930-е гг.)

1915 г. — «Югао» (夕顔, Ю:гао), издательство «Синсёсэцу».
1916 г. — «Тайная беседа леспедецы и мисканта» (萩薄内証話, Хаги-сусуки-найсё: банаси).
1917 г. — «Повесть о небесной защитнице» (天守物語, Тэнсю-моногатари), издательство «Синсёсэцу».
1919 г. — в женском журнале «Фудзин Гахо» (婦人画報) по частям публикуется роман «Старые подруги» (縁の女, Юкари-но онна).
1920 г. — в женском журнале «Фудзёкай» (婦女界) выходит «Графский клинок» (伯爵の釵, Хакуся-но сай). В эту пору у Кёка возникает интерес к кинематографу, он знакомится с Танидзаки Дзюнъитиро и Акутагава Рюносукэ.
1922 г. — в газете «Токио Нитинити» начинает по частям публиковаться «Соловей из города Минобу» (身延の鶯, Минобу-но угуису). В том же году создаются произведения «Под открытым небом» (露宿, Росюку) и «Полнолуние» (十六夜, Идзаёи).
1923 г. — так как их дом пострадал в ходе Великого землетрясения Канто, Кёка и Судзу провели двое суток в парке неподалёку от моста Ёцуя Мицукэ.
1924 г. — в журнале «Кураку» (苦楽) выходит повесть «Призрак без бровей» (眉かくしの霊, Маюкакуси-но рэй)

### Последние годы

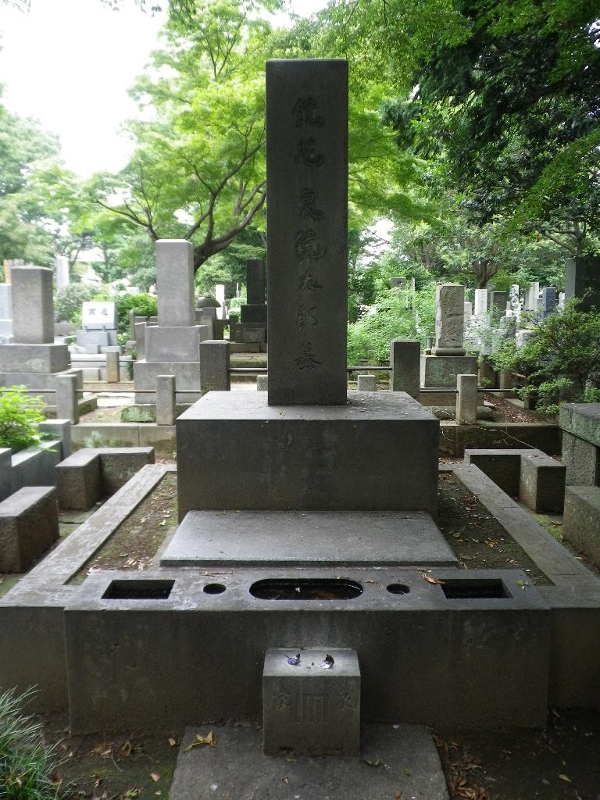
Могила Идзуми Кёка на кладбище Дзосигая

1925—1927 г. — в издательстве «Сюнъёдо» (春陽堂) публикуется «Полное собрание трудов Идзуми Кёка», при этом в редколлегию вошли писатели, которые считали себя его учениками: Сатоми Тон, Танидзаки Дзюнъитиро, Минаками Такитаро, Кубота Мантаро, Акутагава Рюносукэ и Осанай Каору. Также в 1925 г., через 27 лет после знакомства, Кёка, которому на тот момент было 52 года, зарегистрировал свой брак с Судзу.
1927 г. — в журнале «Бунгэй сюндзю» (文芸春秋) выходит повесть «Многобожие» (多神教, Тадзинкё:). В августе того же года по приглашению газет «Токио Нитинити» и «Осака Нитинити» он путешествует к озеру Товада, в префектуру Акита и другие места. В этом же году по инициативе Сатоми Тон и Минаками Такитаро вокруг Кёка сформировалось сообщество «999», которое собиралось раз в месяц. В качестве постоянных членов туда также входили Окада Сабуросукэ, Кабураки Киёката, Комура Сэттай, Кубота Мантаро и др. Название сообщества объясняется тем, что размер членского взноса составлял 999 сенов.
1928 г. — Кёка заболевает пневмонией, а после выздоровления отправляется в Идзу на горячие источники Сюдзэндзи для прохождения восстановительных процедур.
1929 г. — Кёка путешествует на полуостров Ното (префектура Исикава). Впечатления от этих поездок сохранились в виде многочисленных путевых заметок.
1930 г. — «Грибная проповедь» (木の子説法, Киноко сэппо:), издательство «Бунгэй Сюндзю».
1931 г. — «О водяных, живущих в ракушках» (貝の穴に河童の居る事, Каи-но ана-ни каппа-но иру кото)
1937 г. — последний крупный роман «Бледные цветы сливы» (薄紅梅, Усуко: бай) был частями опубликован в газетах «Токио Майнити» и «Осака Майнити». В том же году Кёка был избран членом Японской академии искусств.
1938 г. — состояние его здоровья ухудшилось, и впервые за свою писательскую карьеру он не опубликовал ни одного произведения.
С июля 1939 г. он не встаёт с постели, а 7 сентября 1939 г. в 2 часа 45 минут умирает от рака лёгких. 10 сентября в храме Сэйсёдзи (Сиба, Токио) состоялась церемония прощания. Похоронен на кладбище Дзосигая.

## Творчество

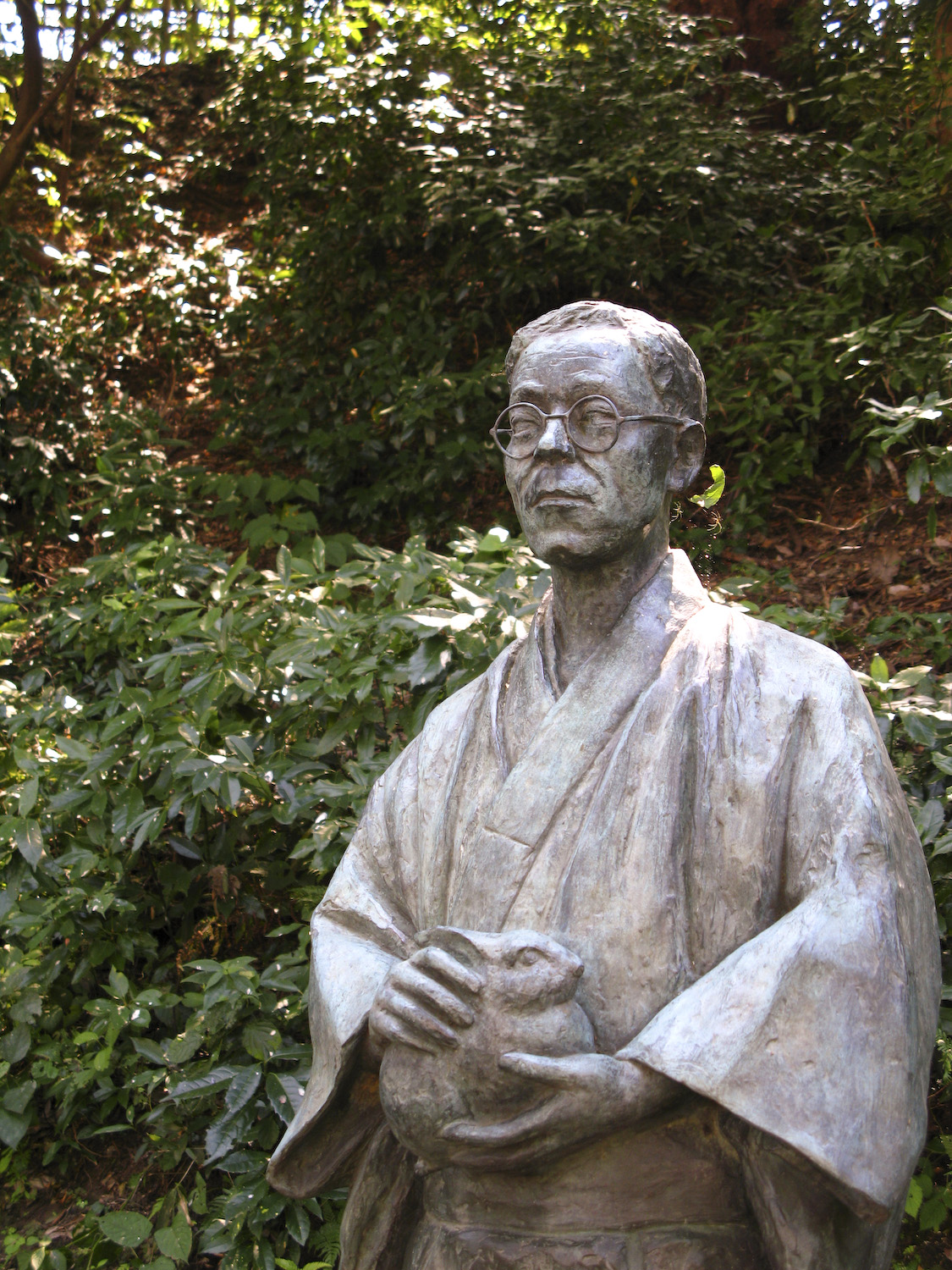
Статуя Идзуми Кёка в Канадзава

Будучи эксцентричным и суеверным писателем, в своём творчестве Кёка нередко прибегал к гротеску и фантастике. Однако для него это было не формой эскапизма, а способом критиковать то, что происходило в реальном мире. Через превращение героя из человека в животное или из взрослого в ребёнка он представлял современное ему общество как деградирующий организм. Более чем в половине его произведений, сюжеты для которых он заимствовал из популярной литературы эпохи Эдо, фольклора и драмы Но, присутствует элемент сверхъестественного, а также символизм в форме нарочитой игры с цветообозначениями. Так в пьесе «Рубин», опубликованной и поставленной в 1913 г., история супружеской измены, полная эротизма и поэтичности, передаётся при помощи ряда цветовых образов: цветы, радуги, рубиновое кольцо и т. п. А в романе «Мудрец из Коя» монах путешествует в диких горах, переживая на своём пути необъяснимые и будоражащие кровь события. Повествовательный стиль Кёка наследует традициям ракуго, а диалоги напоминают реплики героев из пьес кабуки. В своём творчестве он часто изображает жизнь кварталов ханамати в центре Токио (Эдо), из-за чего Кёка иногда сравнивают с такими современниками, как Нагаи Кафу и Танидзаки Дзюнъитиро. Однако для его произведений характерны более сложные сюжеты и атмосфера напряжённого ожидания. Пожилая, но привлекательная женщина, заботящаяся о молодом человеке — это ещё один мотив, часто встречающийся у Кёка.
Его пьесы пользуются в Японии особой популярностью: такие произведения, как «Бесовский пруд», «Поместье морского владыки» и «Повесть о небесной защитнице» постоянно исполняются и в наши дни. Однако так было не всегда, поскольку при жизни автора лишь немногие его пьесы были инсценированы. Ситуация изменилась в 1950-е гг., впрочем, некоторые исследователи полагают, что столь долгоиграющей популярностью Кёка обязан авторам, создававшим постановки и экранизации его романов.
Литературная премия им. Идзуми Кёка была учреждена правительством г. Канадзава и впервые присуждена в 1973 г. в столетнюю годовщину со дня рождения писателя.

## Краткая биография
- 1873 г. — рождение Идзуми Кёка в районе Симосинтё г. Канадзава префектуры Исикава; настоящее имя — Идзуми Кётаро.
- 1880 г. — поступление в начальную школу г. Канадзава.
- 1884 г. — переход в среднюю школу.
- 1889 г. — знакомство с романом «Любовное признание двух монахинь» Одзаки Коё и решение посвятить себя литературному труду.
- 1891 г. — согласие Коё взять Кёка в ученики и переезд в Усигомэ.
- 1893 г. — публикация «Каммури Ядзаэмон» в газете «Киото Хинодэ», публикация повестей «Живые куклы» и «Золотые часы».
- 1894 г. — публикация повестей «Рядовой запаса» и «Зрелый и мужественный».
- 1895 г. — публикация рассказов «На ночном обходе» и «Операционная» в журнале «Бунгэй курабу».
- 1896 г. — начало совместной жизни с бабушкой, которую Кёка привёз из Канадзава; публикация романа «Пьеса сияющих листьев» в газете «Ёмиури».
- 1900 г. — публикация повести «Мудрец из Коя».
- 1902 г. — поездка в г. Дзуси для лечения желудочно-кишечного заболевания.
- 1903 г. — скоропостижная смерть Коё.
- 1907 г. — публикация романа «Женщина с родословной» в газете «Ямато».
- 1913 г. — публикация пьес «Бесовский пруд» и «Поместье морского владыки».
- 1919 г. — публикация романа «Старые подруги» в женском журнале «Фудзин гахо».
- 1925 г. — выход «Полного собрания сочинений Идзуми Кёка» в издательстве «Сюнъёдо».
- 1928 г. — заболевание пневмонией.
- 1937 г. — публикация романа «Бледные цветы сливы» в газетах «Токио Нитинити» и «Осака Нитинити»; избрание Кёка членом Японской академии искусств.
- 7 сентября 1939 г. — смерть Кёка от рака лёгких в Токио.
- 1973 г. — учреждение Литературной премии им. Идзуми Кёка.
- 1999 г. — открытие Мемориального музея Идзуми Кёка на месте дома в Канадзава.

## Переводы на русский язык
- Идзуми Кёка. Операционная (перевод Саниной К. Г.) // Иностранная литература. Специальный номер. Япония: мир в каждой капле дождя. — М., 2012. — С. 132—142.